# Velika nagrada Dieppa
Velika nagrada Dieppa je bila dirka za Veliko nagrado, ki je med letoma 1929 in 1935 potekala v francoskem mestu Dieppe. Po dvakrat je na dirki uspelo zmagati trem francoskim dirkačem, ki so René Dreyfus, Philippe Étancelin in Marcel Lehoux. Edino preostalo dirko je dobil Louis Chiron. Med moštvu je s štirimi zmagami najuspešnejši Bugatti. 

## Zmagovalci
| Leto | Datum     | Zmagovalec         | Moštvo     | Poročilo |
| ---- | --------- | ------------------ | ---------- | -------- |
| 1935 | 21. julij | René Dreyfus       | Alfa Romeo | Poročilo |
| 1934 | 22. julij | Philippe Étancelin | Maserati   | Poročilo |
| 1933 | 16. julij | Marcel Lehoux      | Bugatti    | Poročilo |
| 1932 | 24. julij | Louis Chiron       | Bugatti    | Poročilo |
| 1931 | 26. julij | Philippe Étancelin | Alfa Romeo | Poročilo |
| 1930 | 20. julij | Marcel Lehoux      | Bugatti    | Poročilo |
| 1929 | 7. julij  | René Dreyfus       | Bugatti    | Poročilo |